# Benjamin

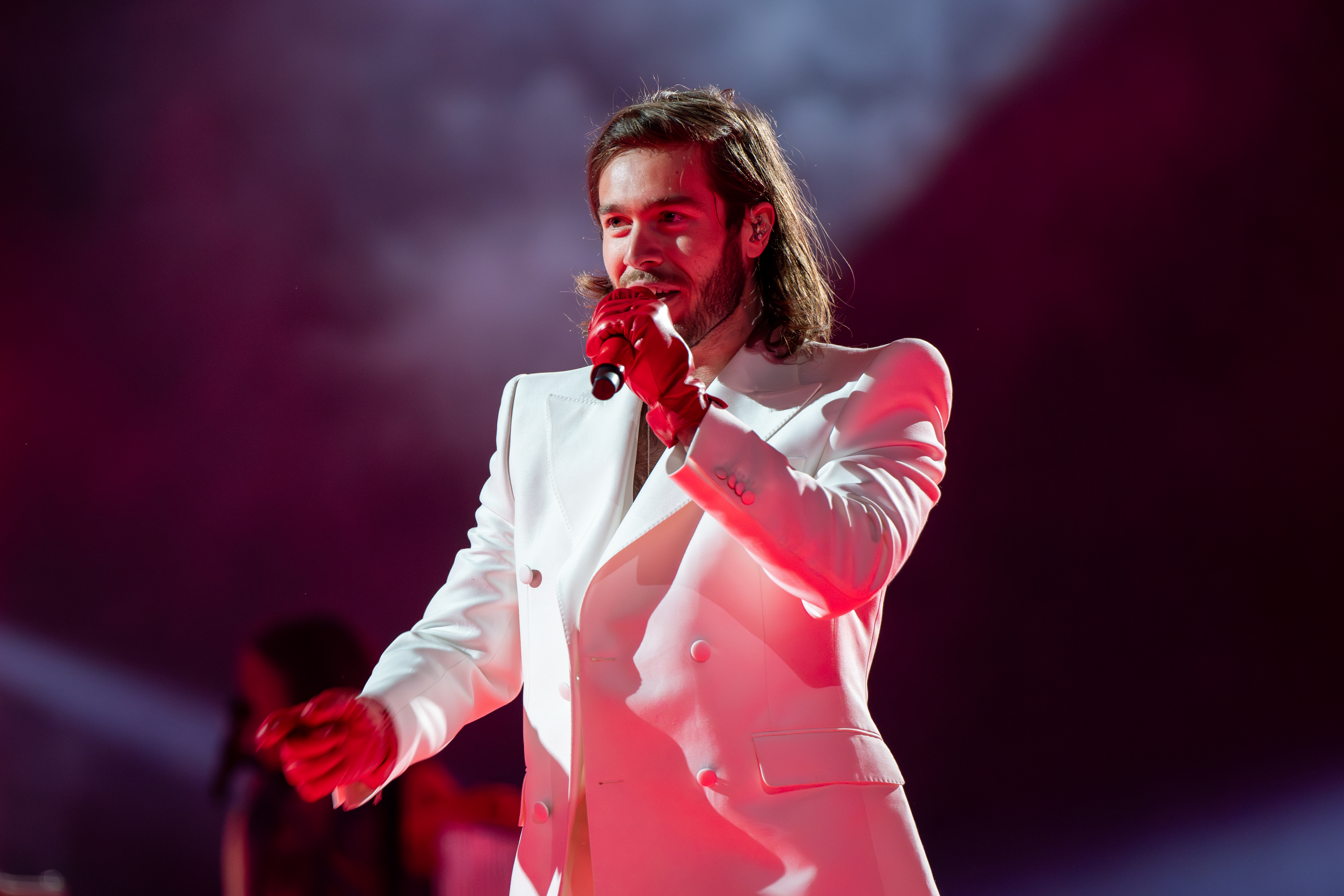
Benjamin Ingrosso, 2024.

Mansnamnet Benjamin är ett hebreiskt namn (בִּנְיָמִין Binyamin) som betyder "son av högra handen" eller son av "södern" .Benjamin betyder "den sista", närmast sanningen "den yngsta".
Benjamin var enligt Bibeln Jakobs son med Rakel och Josefs yngste och enda helbror. Namnet har latiniserats till Beniaminus.
Namnet var tidigare mycket ovanligt, men populariteten har ökat mångfalt under 1980- och 1990-talet. I äldre generationer finns det bara några hundra som heter Benjamin. Den 31 december 2008 fanns det totalt 8 796 personer i Sverige med namnet, varav 5 310 med det som tilltalsnamn. År 2003 fick 473 pojkar namnet, varav 312 fick det som tilltalsnamn. I slutet av 2009 fanns det 7 347 män i Finland med namnet, samt några kvinnor.
Med anspelning på den bibliska berättelsen har "Benjamin" använts som uttryck för den yngste i en samling män, till exempel "med sina 41 år är han Benjamin i denna sextett".
Namnsdag i Sverige: 28 december (1986–1992: 16 augusti). I den finlandssvenska namnsdagslängden har Benjamin namnsdag 20 december sedan 1995. Från 1995 finns också parallellformen Ben i den finlandssvenska namnsdagskalendern.

## Kända personer med Benjamin som förnamn
- Benjamin (israelisk stamfader)
- Ben Affleck, amerikansk skådespelare och regissör
- Benjamin Britten, brittisk kompositör
- Benjamin Burnley, amerikansk rockmusiker
- Benjamin Constant, fransk politisk teoretiker, författare och politiker
- Benjamin Disraeli, brittisk politiker, premiärminister och författare
- Benjamin Dousa, svensk politiker (moderat), statsråd
- Benjamin Dyster, påstod sig vara Karl XII och intogs på dårhus
- Benjamin T. Eames, amerikansk politiker
- Benjamin Franklin, amerikansk vetenskapsman, diplomat och politiker
- Benny Goodman, amerikansk jazzmusiker
- Benjamin Hall, 1:e baron Llanover
- Benjamin Harrison, amerikansk president
- Benjamin Höijer, kantiansk filosof
- Benjamin Ingrosso, svensk låtskrivare och artist
- Ben Johnson, kanadensisk friidrottare
- Benjamin Kogo, kenyansk friidrottare
- Benjamin Madden, gitarrist och sångare i Good Charlotte
- Benjamin McKenzie, amerikansk skådespelare
- Benjamin Mkapa, Tanzanias president 1995 - 2005
- Benjamin Netanyahu, israelisk politiker, premiärminister
- Benjamin Raich, österrikisk utförsåkare
- Ben Rothwell, amerikansk MMA-utövare
- Ben Stiller, amerikansk skådespelare
- Ben Weinreb, brittisk bokhandlare
- Benjamin West, amerikansk konstnär

## Kända personer med Benjamin som efternamn
- Ethel Benjamin, nyzeeländsk jurist
- Walter Benjamin, tysk litteraturvetare, konstkritiker och filosof

## Fiktiva
- Benjamin Syrsa